# Miembro (anatomía)
En anatomía humana, miembro es cada una de las extremidades que arrancan del tronco. Se distinguen dos tipos de miembros:
- Miembros superiores o torácicos, vulgarmente llamados brazos, en los que se distingue:

1. Cintura escapular (el medio de fijación al tórax)
2. Brazo
3. Antebrazo
4. Mano

- Miembros inferiores o pelvianos, vulgarmente llamados piernas, formados por:

1. Cintura pelviana (fijación a la pelvis)
2. Muslo
3. Pierna
4. Pie

En el caso de otros vertebrados, se usa asimismo miembros con el sentido de extremidad.